# Friedrich von Werdt
Friedrich Karl Georg von Werdt (* 14. Februar 1831 in Bern; † 30. Mai 1893 in Toffen) war ein Schweizer Ingenieur, Gutsbesitzer und Politiker.

## Leben
Geboren als Sohn des Gutsbesitzers und konservativen Berner Grossrats Karl Rudolf Friedrich von Werdt und dessen Ehefrau Caroline geb. von Tscharner, studierte Friedrich von Werdt an der Polytechnischen Schule Karlsruhe Forst- und Ingenieurwissenschaften. 1849 wurde er Mitglied des Corps Franconia Karlsruhe. Nach Abschluss des Studiums war er zunächst als Ingenieur im Ausland und beim Eisenbahnbau in der Schweiz tätig, bevor er 1863 die Bewirtschaftung des Familiengutes in Toffen übernahm.
Von 1862 bis 1893 gehörte von Werdt als Radikaler dem Grossen Rat des Kantons Bern an. Nach den Parlamentswahlen 1872 war er bis 1881 Mitglied des Nationalrates. Seine Wahl zum Berner Regierungsrat im Jahr 1877 nahm er nicht an. Die Korrektion der Gürbe und der Strassenbau im Amtsbezirk Seftigen waren Gegenstand seines politischen Engagements. 1892 war er Präsident des Komitees zum Bau der Gürbetalbahn. Seit 1868 war er mit der aus Livland stammenden Sophie von Wulf verheiratet.